# Bridge (Kent)
Bridge – wieś w Anglii, w hrabstwie Kent, w dystrykcie Canterbury. Leży 5 km na południowy wschód od miasta Canterbury i 92 km na wschód od centrum Londynu.
W 2001 miejscowość liczyła 1467 mieszkańców.